# Edward Guinan
Pour les articles homonymes, voir Guinan.
Edward F. Guinan est un professeur au département d'astronomie et d'astrophysique de l'Université Villanova. Il a notamment été le premier à observer des preuves du système d'anneau de Neptune en 1968,, ce qui est ensuite confirmé par Voyager 2 en 1989. Il participe également à la construction du premier grand télescope d'Iran dans les années 1970,. Il a été impliqué dans diverses collaborations astronomiques internationales avec l'Union astronomique internationale, notamment en aidant à organiser des programmes d'enseignement et de développement en Corée du Nord. 
Il a obtenu son B.S. degree en physique à l'Université Villanova en 1964 puis un doctorat en astronomie à l'Université de Pennsylvanie en 1970.  